# Chronologie der deutschen Kinder- und Jugendliteratur
Diese Chronologie der deutschen Kinder- und Jugendliteratur soll einen Überblick über wichtige Ereignisse in der Geschichte der Kinder- und Jugendliteratur Deutschlands bieten.
Erfasst sind vor allem Veröffentlichungen wichtiger Kinder- und Jugendbücher, das heißt von Büchern, die entweder vom Publikum, von der Buchkritik oder von der Literaturwissenschaft stark beachtet worden sind. Unter der Bezeichnung „Kinder- und Jugendbücher“ werden dabei nicht nur solche Arbeiten verstanden, die von vornherein für junge Leser gedacht waren, sondern auch „kind-“ und „jugendgerechte“ Bearbeitungen von Büchern, die ursprünglich für andere Zielgruppen geschrieben worden sind.
Berücksichtigt sind daneben auch Einzelereignisse aus dem Gesamtumfeld der deutschen Kinder- und Jugendliteratur wie beispielsweise die Gründung wichtiger Kinderbuchverlage oder die Stiftung von Literaturpreisen.
Verwendete Abkürzungen:

BB = Bilderbuch

KB = Kinderbuch

JB = Jugendbuch

SB = Kinder-Sachbuch

## 18. Jahrhundert
- 1766 – Christian Felix Weiße: Kleine Lieder für Kinder
- 1772 – Christian Felix Weiße: Neues ABC-Buch
- 1775 – Christian Felix Weiße (Hrsg.): Der Kinderfreund, Zeitschrift (1775–1782)
- 1779/1780 – Joachim Heinrich Campe: Robinson der Jüngere
- 1790 – Friedrich Justin Bertuch: Bilderbuch für Kinder (12 Bände, 1790–1830)

## 19. Jahrhundert
- 1801 – Christoph von Schmid: Biblische Geschichte für Kinder
- 1812/1815 – Brüder Grimm: Kinder- und Hausmärchen, KB
- 1816 – E.T.A. Hoffmann: Nußknacker und Mausekönig, KB
- 1822 – Christian August Gottlob Eberhard: Hannchen und die Küchlein, JB
- 1828 – Amalie Schoppe: Die Auswanderer nach Brasilien oder die Hütte am Gigitonhonha, KB
- 1830 – Karl Gustav Nieritz: Das Pomeranzen-Bäumchen, KB
- 1836 – Friedrich Güll: Kinderheimath in Bildern und Liedern, Gedichte
- 1838 – Gustav Schwab (Hrsg.): Die schönsten Sagen des klassischen Altertums (3 Bande, 1838–1840)
- 1841 – Heinrich Smidt: Der Zaubergarten. Märchen für große und kleine Kinder
- 1845 – Heinrich Hoffmann: Struwwelpeter (Urfassung), BB
- 1849 – Theodor Storm: Der kleine Häwelmann, KB (später BB)
- 1854 – Ottilie Wildermuth: Aus der Kinderwelt, KB
- 1855 – Zeitschriften: Jugendblätter (1855–1886, hg. von Isabella Braun); Töchteralbum (1855–?, hg. von Thekla von Gumpert)
- 1856 – Thekla von Gumpert: Herzblättchen’s Zeitvertreib. Unterhaltung für kleine Knaben und Mädchen zur Herzenbildung und Entwicklung der Begriffe, Zeitschrift (1856–?)
- 1859 – Isabella Braun: Aus dem Kinderleben, KB
- 1863 – Clementine Helm: Backfischchens Leiden und Freuden, JB
- 1865 – Wilhelm Busch: Max und Moritz, Bildergeschichte
- 1870 – Ottilie Wildermuth (Hrsg.): Jugendgarten, Zeitschrift für Kinder (1870–?)
- 1873 – Johannes Trojan: Kinderlust, KB
- 1874 – Theodor Storm: Pole Poppenspäler, KB
- 1875 – Ernst Eckstein: Besuch im Carzer, JB
- 1877 – Sophie Wörishöffer: Robert des Schiffsjungen Fahrten und Abenteuer auf der deutschen Handels- und Kriegsflotte, JB
- 1878 – David Friedrich Weinland: Rulaman. Naturgeschichtliche Erzählung aus der Zeit des Höhlenmenschen und des Höhlenbären, JB
- 1879 – David Friedrich Weinland: Kuning Hartfest. Ein Lebensbild aus der Geschichte unserer deutschen Ahnen, als sie noch Wuodan und Duonar opferten, JB
- 1880 – Oskar Höcker: Elternlos, JB
- 1883 – Mary von Olfers: Das Märchen vom alten Drachen und der treuen Lisbeth, Märchenerzählung
- 1885 – Paul Oskar Höcker: Lederstrumpf, Nacherzählung (JB)
- 1885 – Emmy von Rhoden: Der Trotzkopf, JB
- 1886 – W. O. von Horn: Bei den Tobas und Gauchos, JB
- 1887 – Karl May: Der Sohn des Bärenjägers, JB
- 1890 – Friedrich J. Pajeken: Bob der Fallensteller, JB
- 1895 – Frieda Schanz (Hrsg.): Junge Mädchen (Almanach; bis 1904)
- 1895 – Fanny von Bernstorff: Alfred und Nanny bei den Zwergen, BB
- 1896 – Cäcilie Arand: Immergrün, JB
- 1898 – Johanna Klemm: Das kleine Klosterfräulein, JB
- 1899 – Käthe van Beeker: Großstädtischer Besuch. Eine kleinstädtische Familiengeschichte, JB

## 1901–1918
- 1901 – Henny Koch: Mein Sonnenstrahl, JB
- 1904 – Karl Tanera: Heinz der Brasilianer, JB
- 1906 – Robert Musil: Die Verwirrungen des Zöglings Törleß, JB (Entwicklungsroman)
- 1908 – Gustav Falke: Die Kinder aus Ohlsens Gang, KB
- 1908 – Christian Morgenstern: Osterbuch, Lyrik
- 1910 – Joachim Ringelnatz: Kleine Wesen; Was Topf und Pfann' erzählen kann
- 1911 – Friedrich Wilhelm Mader: Wunderwelten, JB
- 1912 – Waldemar Bonsels: Die Biene Maja und ihre Abenteuer
- 1914 – Else Ury: Nesthäkchen und ihre Puppen, KB
- 1915 – Waldemar Bonsels: Himmelsvolk
- 1915 – Gerdt von Bassewitz: Peterchens Mondfahrt, KB
- 1917 – Friedrich Reck-Malleczewen: Der Admiral der Roten Flagge, JB
- 1918 – Alois Theodor Sonnleitner: Die Höhlenkinder im Heimlichen Grund, JB

## 1919–1932
- 1921 – Joachim Ringelnatz: Der lehrreiche, erstaunliche und gespassige Zirkus Schnipsel! Entdeckt von Joachim Ringelnatz
- 1921 – Christian Morgenstern: Klein Irmchen, Kinderliederbuch
- 1923/ff – Else Ury: Professors Zwillinge Bubi und Mädi (Buchreihe)
- 1923 – Ilse Herlinger: Puppe Lores Glück und Ende. In: Onkel Franz. Illustrierte Jugend-Zeitung (Wochenbeilage zum „Prager Tagblatt“). Nr. 33. Prag 12. August 1923, S. 129–131 (Digitalisat [abgerufen am 11. Januar 2023]).
- 1924 – Joachim Ringelnatz: Geheimes Kinder-Spielbuch mit vielen Bildern
- 1924 – Wolf Durian: "Kai aus der Kiste: eine ganz unglaubliche Geschichte"
- 1925 – Carl Dantz: Peter Stoll, ein Kinderleben von ihm selbst erzählt
- 1928 –  Ilse Herlinger: Der blaue Prinz. Märchenspiel mit Gesang und Tanz in einem Akt. Pressekommission de Zionistischen Zentralverlages für die čechoslovische Republik, Mährisch Ostrau
- 1929 – Erich Kästner: Emil und die Detektive, KB
- 1931 – Erich Kästner: Pünktchen und Anton, KB
- 1931 – Joachim Ringelnatz: Geheimes Kinder-Verwirr-Buch mit vielen Bildern
- 1932 – Karl Aloys Schenzinger: Der Hitlerjunge Quex, KB

## 1933–1945
- 1933 – Lisa Tetzner: 1933 bis 1949 erschienene Serie Erlebnisse und Abenteuer der Kinder aus Nr. 67, KB
- 1933 – Erich Kästner: Das fliegende Klassenzimmer, KB
- 1935 – Magda Trott: Försters Pucki, KB
- 1935 – Elvira Bauer: Trau keinem Fuchs auf grüner Heid´ und keinem Jud bei seinem Eid, BB
- 1936 – Irmgard Keun: Das Mädchen, mit dem die Kinder nicht verkehren durften, KB
- 1937 – Emma Gündel: Elke der Schlingel (erster von zehn Elke-Bänden bis 1953), JB
- 1938 – Ernst Hiemer: Der Giftpilz, antisemitisches KB
- 1940 – Ernst Hiemer: Der Pudelmopsdackelpinscher, antisemitisches KB
- 1943 – Christian Morgenstern: Liebe Sonne, liebe Erde, Lyrik

## 1946–1960

### Bundesrepublik Deutschland
- 1949 – Erich Kästner: Das doppelte Lottchen, KB
- 1952 – Max Kruse: Der Löwe ist los, KB
- 1952 – James Krüss: Der Sängerkrieg der Heidehasen, KB
- 1954 – Friedrich Forster: Robinson soll nicht sterben, JB
- 1955 – Kurt Lütgen: Kein Winter für Wölfe, JB
- 1955 – Alberta Rommel: Der goldene Schleier, KB
- 1955 – Helga Strätling-Tölle: ....ganz einfach Doko. Die Geschichte eines Mädchens., KB
- 1956 – Stiftung und erstmalige Verleihung des Deutschen Jugendliteraturpreises
- 1956 – Otfried Preußler: Der kleine Wassermann, KB
- 1957 – Heinrich Maria Denneborg: Jan und das Wildpferd, KB
- 1957 – Herbert Kaufmann: Roter Mond und Heiße Zeit, JB
- 1957 – Otfried Preußler: Die kleine Hexe, KB
- 1957 – Marlene Reidel: Kasimirs Weltreise, BB
- 1958 – Walter Jens: Ilias und Odyssee (jugendgerechte Nacherzählung), JB
- 1959 – James Krüss: Mein Urgroßvater und ich, KB
- 1960 – Michael Ende: Jim Knopf und Lukas der Lokomotivführer, KB

### Deutsche Demokratische Republik
- 1954 – Erwin Strittmatter: Tinko, JB
- 1956 – Peter Hacks: Das Windloch, KB

## 1961–1970

### Bundesrepublik Deutschland
- 1961 – James Krüss: Der wohltemperierte Leierkasten, Lyrik
- 1961 – Ursula Wölfel: Feuerschuh und Windsandale, KB
- 1961 – Günter Spang: Williwack, KB
- 1962 – James Krüss: Timm Thaler oder das verkaufte Lachen
- 1962 – Otfried Preußler: Der Räuber Hotzenplotz, KB
- 1962 – Otfried Preußler: Kater Mikesch, KB (Deutscher Jugendliteraturpreis für diese Nacherzählung)
- 1964 – Frederik Hetmann: Amerika-Saga, SB
- 1965 – Wilfried Blecher: Wo ist Wendelin?, BB
- 1965 – Max Bolliger: David, KB
- 1965 – Hans G. Prager: Florian 14: Achter Alarm, SB
- 1966 – Lilo Fromm: Der goldene Vogel, BB
- 1966 – Otfried Preußler: Das kleine Gespenst, KB
- 1966 – Peter Berger: Im roten Hinterhaus, JB
- 1966 – Kurt Lütgen: Das Rätsel Nordwestpassage, SB
- 1967 – Katrin Brandt: Die Wichtelmänner, BB
- 1967 – Josef Guggenmos: Was denkt die Maus am Donnerstag?, Lyrik
- 1967 – Erich H. Heimann: ...und unter uns die Erde, SB
- 1968 – Hans Limmer: Mein Esel Benjamin
- 1968 – Ali Mitgutsch: Rundherum in meiner Stadt, BB
- 1968 – Otfried Preußler: Die Abenteuer des starken Wanja, KB
- 1969 – Wilfried Blecher: Kunterbunter Schabernack, BB
- 1969 – Max Kruse: Urmel aus dem Eis, KB
- 1969 – Tilde Michels: Kleiner König Kalle Wirsch, KB
- 1969 – Binette Schroeder: Lupinchen, BB
- 1970 – Günter Amendt: Sexfront, SB
- 1970 – Hanno Drechsler, Wolfgang Hilligen u. Franz Neumann (Hrsg.): Gesellschaft und Staat, SB

### Deutsche Demokratische Republik
- 1968 – Franz Fühmann: Das Hölzerne Pferd (jugendgerechte Nacherzählung), JB
- 1970 – Reiner Kunze: Der Löwe Leopold, KB

## 1971–1980

### Bundesrepublik Deutschland
- 1971 – Hans-Joachim Gelberg (Hrsg.): Geh und spiel mit dem Riesen, KB
- 1971 – Otfried Preußler: Krabat, JB
- 1971 – Ernst Waldemar Bauer: Höhlen – Welt ohne Sonne, SB
- 1972 – Christine Nöstlinger: Wir pfeifen auf den Gurkenkönig, KB
- 1972 – Frederik Hetmann: Ich habe sieben Leben, SB
- 1973 – F. K. Waechter: Wir können noch viel zusammen machen, BB
- 1973 – Paul Maar: Eine Woche voller Samstage, KB
- 1973 – Michael Ende: Momo, JB
- 1973 – Otto von Frisch: Tausend Tricks der Tarnung, SB
- 1975 – Wilhelm Schlote: Heute wünsche ich mir ein Nilpferd, BB
- 1975 – Peter Härtling: Oma, KB
- 1975 – Theodor Dolezol: Planet des Menschen, SB
- 1976 – Max von der Grün: Vorstadtkrokodile, KB
- 1977 – Dietlof Reiche: Der Bleisiegelfälscher, JB
- 1978 – Janosch: Oh, wie schön ist Panama, BB
- 1978 – Christa Zeuch: Unten steht der Semmelbeiß, KB
- 1979 – Michael Ende: Die unendliche Geschichte, JB
- 1979 – Ursula Fuchs: Emma oder Die unruhige Zeit, KB
- 1979 – Rolf Kalmuczak alias Stefan Wolf: TKKG, KB
- 1980 – Margret Rettich: Die Reise mit der Jolle, BB
- 1980 – Jürgen Spohn: Drunter und drüber, KB
- 1980 – Willi Fährmann: Der lange Weg des Lukas B., JB
- 1980 – Hermann Vinke: Das kurze Leben der Sophie Scholl, SB

### Deutsche Demokratische Republik
- 1974 – Benno Pludra: Wie ich nach Swanetien reisen wollte, KB
- 1978 – Benno Pludra: Trauermantel und Birke, KB
- 1980 – Benno Pludra: Insel der Schwäne, JB

## 1981–1990

### Bundesrepublik Deutschland
- 1981 – Susi Bohdal: Selina, Pumpernickel und die Katze Flora, BB
- 1981 – Cornelia Julius: Von feinen und von kleinen Leuten, SB
- 1982 – Nikolaus Heidelbach: Das Elefantentreffen, BB
- 1982 – Wolfgang Bittner: Weg vom Fenster, JB
- 1982 – Wolfgang und Heike Hohlbein: Märchenmond, JB
- 1982 – Robert und Almut Gernhardt: Der Weg durch die Wand, KB
- 1983 – Annegert Fuchshuber: Mäusemärchen – Riesengeschichte, BB
- 1983 – Gudrun Mebs, Rotraut Susanne Berner: Sonntagskind, KB
- 1983 – Tilman Röhrig: In 300 Jahren vielleicht, JB
- 1984 – Paul Maar: Lippels Traum, KB
- 1984 – Isolde Heyne: Treffpunkt Weltzeituhr, JB
- 1984 – Josef Guggenmos: Sonne, Mond und Luftballon, Lyrik
- 1984 – Christa Zeuch: Kosch Kosch, eine elefantenrote Geschichte, KB
- 1985 – Kirsten Boie: Paule ist ein Glücksgriff, KB
- 1985 – Dagmar Chidolue: Lady Punk, JB
- 1985 – Klas Ewert Everwyn: Für fremde Kaiser und kein Vaterland, SB
- 1986 – Achim Bröger: Oma und ich, KB
- 1986 – Wolfgang Bittner: Die Fährte des Grauen Bären, JB
- 1987 – Gudrun Pausewang: Die Wolke, JB
- 1987 – Paul Maar: Türme, SB
- 1987 – Christa Zeuch: Lisa, Lolle, Lachmusik – eine musikalische Entdeckungsreise, KB
- 1988 – Nele Maar, Verena Ballhaus: Papa wohnt jetzt in der Heinrichstraße, BB
- 1988 – Iva Procházková: Die Zeit der geheimen Wünsche, KB
- 1989 – Binette Schroeder: Der Froschkönig oder Der eiserne Heinrich, BB
- 1989 – Uwe Timm: Rennschwein Rudi Rüssel, KB
- 1989 – Ingeborg Bayer: Zeit für die Hora, JB
- 1989 – Irmgard Lucht: Wie kommt der Wald ins Buch?, SB
- 1990 – Wolf Spillner: Taube Klara, KB
- 1990 – Michail Krausnick: Die eiserne Lerche, SB
- 1990 – Christa Zeuch: Halt den Schnabel, böser Wolf, KB

### Deutsche Demokratische Republik
- 1983 – Hans-Ulrich Lüdemann: Um Himmels Willen keine Farbe, KB

## 1991–2000
- 1991ff – Dagmar Hoßfeld: Reiterhof Erlenhof-Serie, KB
- 1991 – Benno Pludra, Johannes K. G. Niedlich: Siebenstorch, KB
- 1992 – Wolf Erlbruch: Das Bärenwunder, BB
- 1992 – Helmut Hornung: Safari ins Reich der Sterne, SB
- 1992 – Andreas Steinhöfel: Paul Vier und die Schröders, KB
- 1992 – Wolfgang Bittner: Narrengold, JB
- 1993 – Peter Hacks: Prinz Telemach und sein Lehrer Mentor, KB
- 1993 – Brigitte-Johanna Henkel-Waidhofer: Tatort Zirkus (erster deutscher Band aus der Die drei Fragezeichen-Serie), KB
- 1993 – Ulrich Karger: Familie Habakuk und die Ordumok-Gesellschaft, KB
- 1994 – Oliver Bukowski: Ob so oder so, Drama/JB, Deutscher Jugendtheaterpreis
- 1994 – Ulrich Karger: Dicke Luft in Halbundhalb, KB
- 1994 – Klaus Kordon: Die Zeit ist kaputt, SB
- 1994 – Mirjam Pressler: Wenn das Glück kommt, muss man ihm einen Stuhl hinstellen, KB
- 1994 – Andreas Schlüter: Level 4 – die Stadt der Kinder, KB
- 1995 – Manfred Schlüter: Wer ist denn da noch wach?, BB
- 1996 – Klaus Baumgart: Lauras Stern, KB (Beginn einer Serie)
- 1996 – Lutz Hübner: Das Herz eines Boxers, Drama/JB, Deutscher Jugendtheaterpreis
- 1996 – Ulrich Karger: Die Odyssee (jugendgerechte Nacherzählung), JB
- 1996 – Reinhard Kaiser: Königskinder, SB
- 1996 – Manfred Schlüter: Der, Die, Das und Kunterbunt
- 1997 – Monika Feth: Die blauen und die grauen Tage, KB
- 1997 – Amelie Fried, Jacky Gleich: Hat Opa einen Anzug an?, BB
- 1997 – Cornelia Funke: Drachenreiter, KB
- 1997 – Nikolaus Heidelbach: Vorsicht Kinder, BB
- 1997 – Kemal Kurt: Die fünf Finger und der Mond, BB
- 1997 – Susanna Partsch: Haus der Kunst, SB
- 1998 – F. K. Waechter: Der rote Wolf, BB
- 1999 – Kirsten Boie: Nicht Chicago. Nicht hier., KB
- 1999 – Nadia Budde: Eins zwei drei Tier, BB
- 1999 – Charlotte Kerner: Blueprint, JB
- 1999 – Volker Kriegel: Olaf, der Elch, BB
- 1999 – Antje von Stemm: Fräulein Pop und Mrs. Up und ihre große Reise durchs Papierland, SB (Pop-up-Buch)
- 2000 – Jutta Bauer: Schreimutter, BB
- 2000 – Kai Hensel: Klamms Krieg, Drama/JB, Deutscher Jugendtheaterpreis
- 2000 – Thomas Oberender: Nachtschwärmer, Drama/JB, Deutscher Jugendtheaterpreis
- 2000 – Susanne Paulsen: Sonnenfresser. Wie Pflanzen leben, JB
- 2000 – Jutta Richter: Der Tag, als ich lernte die Spinnen zu zähmen, KB

## Seit 2001
- 2001 – Bernd Schuh: Das visuelle Lexikon der Umwelt, SB
- 2001 – Thomas Schmid: Pippa Lieblingstochter, KB
- 2001 – Gründung des internationalen literaturfestivals berlin mit einem umfangreichen Kinder- und Jugendprogramm
- 2001 – Christa Zeuch: Stella vom roten Stern, KB
- 2002 – Martin Ebbertz: Der kleine Herr Jaromir, KB
- 2002 – Nikolaus Heidelbach: Königin Gisela, BB
- 2002 – Ulrich Karger: Geisterstunde im Kindergarten, BB
- 2002 – Katja Kamm: Unsichtbar, BB
- 2002 – Klaus Kordon: Krokodil im Nacken, JB
- 2002 – Kemal Kurt: Die Sonnentrinker, JB
- 2002 – Alexa Hennig von Lange: Ich habe einfach Glück, JB
- 2002 – Nikolaus Piper: Geschichte der Wirtschaft, SB
- 2003 – Tamara Bach: Marsmädchen, JB
- 2003 – Cornelia Funke: Tintenwelt-Trilogie (2003–2007), JB
- 2003 – Alois Prinz: Lieber wütend als traurig, SB
- 2003 – Manfred Schlüter: Es war einmal ein kleiner Baum, BB
- 2004 – Kirsten Boie: Die Medlevinger, KB
- 2004 – Ursula Flacke: Hannah und der Schwarzkünstler Faust, JB
- 2004 – Anne Möller: Nester bauen, Höhlen knabbern, SB
- 2004 – Pete Smith: 1227 Verschollen im Mittelalter, JB
- 2005 – Gabriele Beyerlein: In Berlin vielleicht (Band 1 der „Berlin-Trilogie“, 2005–2009), JB
- 2005 – Jan Liedtke: Kamikaze Pictures, Drama/JB, Deutscher Jugendtheaterpreis
- 2005 – Peter Schössow: Gehört das so??!, BB
- 2005 – Anja Tuckermann: Denk nicht, wir bleiben hier, SB
- 2005ff – Maja von Vogel: Emma-Serie, KB
- 2006 – Monika Feth: Der Erdbeerpflücker, JB
- 2006 – Kerstin Gier: Jungs sind wie Kaugummi – süß und leicht um den Finger zu wickeln
- 2007 – Wolfgang Bittner: Flucht nach Kanada, JB
- 2007 – Thomas Fuchs: Unter Freunden, JB
- 2008ff – Franziska Gehm: Die Vampirschwestern-Reihe, KB
- 2009 – Sabine Ludwig: Die schrecklichsten Mütter der Welt, KB
- 2009 – Gerd Ruebenstrunk: Arthur und die vergessenen Bücher, KB
- 2009 – Pete Smith: So voller Wut, JB
- ca. 2010 – Martin Baltscheit: Die besseren Wälder, Drama/JB, Deutscher Jugendtheaterpreis
- 2010 – Wolfgang Herrndorf: Tschick, JB,  Deutscher Jugendliteraturpreis
- 2011 – Björn Bicker: Deportation Cast, Drama/JB, Deutscher Jugendtheaterpreis
- 2011 – Gerd Ruebenstrunk: Arthur und die Stadt ohne Namen, KB
- 2011 – Manfred Schlüter: Vom Fischer, der ein Künstler war, JB
- 2012 – Ursula Flacke: Das Mädchen mit den Seidenraupen, KB
- 2014 – Ursula Flacke: Prinzessin Annabell, KB
- 2015 – Josef Mahlmeister: Der Schwan und der Schmetterling, BB
- 2015 – Jörg Menke-Peitzmeyer: The Working Dead. Ein hartes Stück Arbeit, Drama/JB, Deutscher Jugendtheaterpreis
- 2016 – Josef Mahlmeister: Nein! Paula Pudelwutz mag nicht schlafen, BB
- 2020 – Manfred Schlüter: Guruku Gugukuru – Gedichte für Kinder und andere Menschen, JB